# Hakeem Jeffries
Hakeem Sekou Jeffries (4 de agosto de 1970) é um político e advogado norte-americano que atuou como representante dos EUA no 8º distrito congressional de Nova York desde 2013. Membro do Partido Democrata, ele representa um distrito que cobre partes do leste do Brooklyn e do sudoeste do Queens na cidade de Nova York. Advogado corporativo de profissão, ele trabalhou para Paul, Weiss, Rifkind, Wharton &amp; Garrison, depois Viacom e CBS, antes de concorrer e servir na Assembleia do Estado de Nova York de 2007 a 2012, representando o 57º distrito da Assembleia.
Ele preside o Caucus Democrata da Câmara desde 2019 e foi eleito, sem oposição, para substituir Nancy Pelosi como líder do Partido Democrata em 2022.

## Início da vida e carreira
Jeffries nasceu no Brooklyn, Nova York, no Brooklyn Hospital Center, filho de Laneda Jeffries, assistente social, e Marland Jeffries, conselheiro estadual de abuso de substâncias. Ele cresceu em Crown Heights, Brooklyn.

## Câmara dos Representantes dos EUA

### Eleições
Jeffries anunciou em janeiro de 2012 que desistiria de sua cadeira na Assembleia para concorrer à Câmara do oitavo distrito congressional de Nova York. O distrito, que inclui as comunidades do Brooklyn de Fort Greene, Clinton Hill, Bed-Stuy, Brownsville, East New York, Canarsie, Mill Basin e Coney Island junto com South Ozone Park e Howard Beach no Queens, já havia sido o 10º, representado pelo atual democrata Edolphus Towns por 30 anos. Nos degraus do Borough Hall do Brooklyn, Jeffries disse: "Washington está quebrada. O Congresso é disfuncional. As pessoas estão sofrendo. Merecemos mais."
Em 3 de janeiro de 2013, Jeffries foi empossado no 113º Congresso.

### Funções

#### Cadeira da convenção democrata
Em 28 de novembro de 2018, Jeffries derrotou a congressista da Califórnia, Barbara Lee, para se tornar presidente da convenção democrata da Câmara. Seu mandato começou quando o novo Congresso foi empossado em 3 de janeiro de 2019. Nessa função, ele é o quinto membro do ranking da liderança democrata.

#### Primeiro impeachment do presidente Donald Trump
Em 18 de dezembro de 2019, Jeffries votou em ambos os artigos de impeachment contra o presidente Donald Trump.
Em 15 de janeiro de 2020, Jeffries foi selecionado como um dos sete gerentes da Câmara que apresentaram o processo de impeachment contra Trump durante seu julgamento perante o Senado dos Estados Unidos. Em 22 de janeiro de 2020, um manifestante na galeria do Senado interrompeu Jeffries gritando comentários para os senadores sentados no andar de baixo. Jeffries respondeu rapidamente com um versículo das escrituras, Salmo 37:28 - "Pois o Senhor ama a justiça e não abandonará os seus fiéis" - antes de continuar com seu testemunho.